# Papilio toboroi
Espèce
Statut de conservation UICN

LC : Préoccupation mineure
Papilio toboroi  est une espèce de lépidoptères (papillons) de la famille des Papilionidae. L'espèce est endémique des îles Salomon.

## Systématique
Papilio toboroi  a été décrit pour la première fois en 1907 par l'entomologiste allemand Carl Ribbe (d) (1860-1934).